# Астрід Гюяр
Астрід Гюяр (фр. Astrid Guyart; нар. 17 березня 1983 року) — французька фехтувальниця на рапірах, срібна призерка Олімпійських ігор 2020 року, призерка чемпіонатів світу та Європи.

## Виступи на Олімпіадах
| Олімпіада           | Дисципліна           | Місце |
| ------------------- | -------------------- | ----- |
| Лондон 2012         | індивідуальна рапіра | 10    |
| Лондон 2012         | командна рапіра      | 4     |
| Ріо-де-Жанейро 2016 | індивідуальна рапіра | 6     |
| Токіо 2020          | командна рапіра      | 2     |